# MG 34
MG 34 (нем. Maschinengewehr 34) — немецкий единый пулемёт, созданный в межвоенный период.

## История
7,9-мм пулемёт MG 34 был разработан немецкой компанией Rheinmetall-Borsig AG по заказу Рейхсвера. Разработкой пулемёта руководил Луис Штанге. Пулемёт был официально принят на вооружение вермахта в 1934 году и вплоть до 1942 года официально являлся основным пулемётом не только пехоты, но и танковых войск Германии. В 1942 году вместо MG 34 на вооружение был принят более совершенный пулемёт MG 42, однако производство MG 34 не прекратилось вплоть до конца Второй мировой войны и было возобновлено после её окончания, так как он продолжал использоваться в роли танкового пулемёта в силу большей приспособленности к этому по сравнению с MG 42 и MG 3.
После войны MG 34 в огромных количествах производился и долгое время состоял на вооружении в следующих странах: США, ФРГ, ГДР, Югославии, Чехословакии, Франции, Турции и Швейцарии (вариант М-53), в том числе под боеприпасы стандарта НАТО (7,62 и 7,5 мм). Кроме того, большими (десятки тысяч единиц) партиями экспортировался и поставлялся США, ФРГ и СССР (в основном трофейные и восстановленные) в страны Азии и Ближнего Востока, также Китай, Иран, Ирак, Египет и Израиль.
MG 34 в первую очередь достоин упоминания как первый единый пулемёт, когда-либо принятый на вооружение. В нём воплотилась выработанная вермахтом на опыте Первой мировой войны концепция универсального пулемёта, способного выполнять роль как легкого ручного пулемёта, используемого с сошек, так и станкового, используемого с пехотного или зенитного станка, а также танкового, используемого в спаренных и отдельных установках танков и боевых машин. Подобная унификация упрощала снабжение и обучение войск, обеспечивала высокую тактическую гибкость.

## Система
Пулемёт MG 34 построен на основе автоматики с коротким ходом ствола. Запирание ствола осуществляется затвором с вращающейся боевой личинкой, на которой выполнены боевые упоры в виде сегментов винтовой резьбы. Запирание осуществляется за специальную муфту, жестко зафиксированную на казённой части ствола. Вращение боевой личинки затвора осуществляется при взаимодействии расположенных на ней роликов с фигурными пазами, выполненными на внутренних стенках короба. Оси роликов расположены перпендикулярно оси затвора, на его противоположных сторонах. Кроме управления запиранием и отпиранием, эти же ролики служат и ускорителями затвора, взаимодействуя после его отпирания со специальными фигурными скосами на ствольной муфте. Для повышения надежности работы автоматики пулемёт имеет дульный усилитель отката, использующий давление пороховых газов на дульный срез ствола для придания ему дополнительного ускорения при откате.
Этот же дульный усилитель одновременно служит и пламегасителем. Кожух ствола цилиндрический, с круглыми вентиляционными отверстиями. У танкового варианта MG 34 кожух ствола сплошной, усиленный. Короб цилиндрической формы, фрезерованный, соединяется с кожухом ствола продольной осью на правой стороне и защёлкой на левой. Короб может поворачиваться на упомянутой оси относительно кожуха ствола вверх и вправо, открывая казённую часть ствола. Таким образом, смена ствола осуществляется за считанные секунды, однако пулемётчику требовалась теплозащита для извлечения горячего ствола, так как он не имел каких-либо ручек для этой цели, поэтому в комплект пулемёта обязательно входила асбестовая рукавица. Горячий ствол просто извлекался из кожуха назад, на его место ставился холодный, после чего короб поворачивался в исходную позицию. Питание MG34 осуществлялось пулемётными лентами из коробки на 150 патронов (нем. Patronenkasten 36) или из патронных коробок на 300 патронов (нем. Patronenkasten 34 и Patronenkasten 41); ранние ленты на 150 патронов были сплошными, затем состояли из кусков по 25 (до 1938), а позже — по 50 патронов. Помимо указанных патронных коробок, для использования на различной технике применялись различные специальные патронные короба. В ручном варианте использовались компактные цилиндрические коробки под ленты на 50 патронов (нем. Gurttrommel 34), которые крепились слева на пулемёте непосредственно к лентоприёмнику. В 1938 году для зенитных подразделений и в 1939 для танковых ввели вариант MG34 с магазинным питанием: у пулемётов крышка короба с лентопротяжным механизмом заменялась на крышку с креплением для 75-патронного барабанного магазина (нем. Patr.Trommel 34). Магазин состоит из двух соединённых барабанов, патроны из которых подаются поочерёдно. Магазин Patronentrommel 34 является почти полной копией магазина Doppeltrommel 15 пулемёта MG 15 и может использоваться в нём (но не наоборот).

## Технические характеристики
| Длина пулемёта в сборе                                        | 1225 мм |
| Длина ствола в сборе                                          | 625 мм  |
| Калибр ствола                                                 | 7,9 мм  |
| Шаг нарезов                                                   | 240 мм  |
| Масса пулемёта в сборе (с ремнём и сошками)                   | 12 кг   |
| Масса ствола                                                  | 2 кг    |
| Масса патронного ящика с 300 патронами                        | 10 кг   |
| Дальность прицельной стрельбы с помощью механического прицела | 2000 м  |
| Начальная скорость пули                                       | 755 м/с |

| дистанция | материал             | толщина  |
| 100 м     | сухая сосновая доска | до 85 см |
| 400 м     | сухая сосновая доска | до 65 см |
| 800 м     | сухая сосновая доска | до 45 см |
| 1800 м    | сухая сосновая доска | до 25 см |
| 300 м     | стальной лист        | до 10 мм |
| 550 м     | стальной лист        | до 7 мм  |
| 100 м     | броневой лист        | до 5 мм  |
| 600 м     | броневой лист        | до 3 мм  |

## Модификации

### MG 34/41
MG 34/41 появился в результате изучения опыта первых реальных боев начала Второй мировой войны, когда было обнаружено, что увеличение темпа огня ведёт к большему рассеянию по площади. Темп огня MG 34/41 был увеличен до 1200 выстрелов в минуту (у MG 34 темп огня был 800—900 выстрелов). Вес MG 34/41 немного увеличился (14 кг) по сравнению с оригиналом (12,1 кг). Был произведён ограниченный выпуск этой модификации, 300 экземпляров пулемёта отправились на Восточный фронт.

На полевых испытаниях MG 34/41 показал себя хуже, чем MG 39/41, который позже получил обозначение MG 42.

### MG 34T
Модификация для установки на танки, главным отличием которой был более тяжёлый неперфорированный кожух.

### MG-81
MG 81 — 7,9-мм авиационный пулемёт. Разработан фирмой Mauser на базе пехотного пулемёта MG 34 в 1939 году. Разработка была направлена на уменьшение стоимости производства и возможности использования на самолётах в качестве оборонного вооружения, смонтированного на подвижном станке.
Для этих целей в конструкцию были внесены изменения, позволяющие подавать ленту с любой стороны. Так же существовала модификация MG-81Z, состоящая из двух пулемётов с объединённым спуском (индекс Z происходит от нем. zwilling — двойной).

## Использование в вооружённых силах нацистской Германии

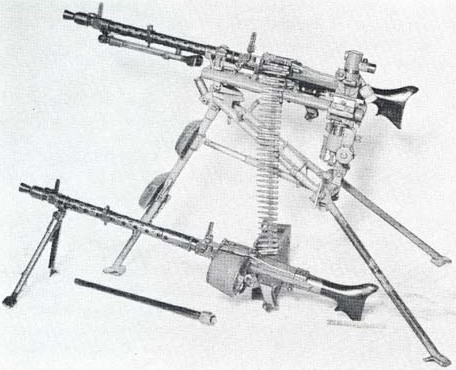
MG 34 — концепция универсального пулемёта

Наиболее типовым использованием пулемёта MG 34 в войсках нацистской Германии было вооружение им пехотных и моторизованных подразделений. В основном использовался в двух комплектациях: лёгкий ручной пулемёт и тяжёлый станковый пулемёт. При этом сам пулемёт оставался тем же самым, менялась лишь организация и структура расчёта и выдаваемое пулемёту снаряжение. Поэтому он и был единым. Существовали и иные способы использования, например различного вида зенитные пулемёты, спарки и т. д., но использование в пехоте оставалось основным в течение всей Второй Мировой Войны.

### Лёгкий пулемёт MG 34
Каждое стрелковое отделение имело на вооружении один лёгкий пулемёт MG 34. Учитывая, что основным вооружением отделения были карабины Mauser 98k, пулемёт был основой огневой мощи стрелкового отделения. Непосредственно в расчёте лёгкого пулемёта было три стрелка: командир пулемёта, помощник командира пулемёта и подносчик боеприпасов. Однако, в случае необходимости, расчёту помогали и остальные стрелки отделения: несли треногу и дополнительные ящики с патронами.
| Номера, снаряжение и задачи расчёта лёгкого пулемёта MG 34 | Номера, снаряжение и задачи расчёта лёгкого пулемёта MG 34 | Номера, снаряжение и задачи расчёта лёгкого пулемёта MG 34 |
|                                                            | Снаряжение | Задачи |
| ---------------------------------------------------------- | --- | --- |
| Стрелок № 1 (нем. Schütze 1)                               | Пулемет МГ-34 снаряженный барабанным магазином. Пистолет. Сумка для инструментов. Фонарик. | Стрелок № 1- это командир пулемета. Он отвечает за: (1) Обслуживание легкого пулемета в бою, (2) Следит за готовностью пулемета к ведению огня (статья 98 H.Dv.130/2a), (3) Уход за пулеметом. |
| Стрелок № 2 (нем. Schütze 2)                               | Запасной ствол с переноской. 4 барабанных магазина, 1 из которых снаряжен бронебойными боеприпасами. 1 ящик с патронами с вьюком. Пистолет. Малая пехотная лопатка. Солнцезащитные очки. (При снаряжении сумкой: a) 1 сумка для барабанных магазинов b) 4 барабанных магазина вместо ящика с патронами) | Стрелок № 2- в бою помощник командира пулемета. После выхода на позицию находится слева — сбоку или сзади — сбоку от легкого пулемета, по возможности полностью находясь в укрытии. Он лежит рядом с легким пулеметом, если имеется укрытие или достигнуто огневое превосходство. Когда необходимо, он также является бойцом ближнего боя, например, при обороне во время штурма. Стрелок № 2 отвечает за: (1) Подачу барабанных магазинов, (2) На огневой позиции помогает, подавать ленту при использовании ящиков с лентами, (3) Заново набивать использованные ленты и соединять ленты для укладки в ящик, (4) Помогает в устранении неполадок, смене ствола, установке и удержанию сошек, (5) Помогает в уходе за легким пулеметом. |
| Стрелок № 3 (нем. Schütze 3)                               | Запасной ствол с переноской, 2 ящика с патронами с вьюком, Карабин. Малая пехотная лопатка. | Стрелок № 3- это подносчик боеприпасов. Во время боя находится позади пулемета, по возможности находясь в укрытии. Стрелок № 3 отвечает за: (1) Подачу боеприпасов, (2) Заново набивать использованные ленты и соединять ленты для укладки в ящик, (3) Следит за боеприпасами и снаряжением при смене позиции, (4) Следит за готовностью боеприпасов к стрельбе (статья 97 H.Dv.130/2a), (5) Используется как отдельный стрелок или боец ближнего боя, если это необходимо. |

### Тяжёлый пулемёт MG 34
В общем случае, рассматривая стандартный пехотный полк вермахта, каждая четвёртая рота каждого из трёх батальонов полка (соответственно это 4я, 8я и 12я роты пехотного полка — использовалась сквозная нумерация рот в полку) была пулемётной ротой (нем. Maschinengewehr-Kompanie (сокр. MGK). Она состояла из четырёх взводов: 3 взвода тяжёлых пулемётов и 1 взвод тяжелых миномётов 81,4 мм s.Gr.W. 34.
Каждый взвод тяжёлых пулемётов состоял из трёх отделений по два пулемёта в каждом, итого по 6 станковых (тяжёлых) пулемётов MG 34 в каждом взводе. Отделение было основной боевой единицей и, как правило, подразумевалась схема при которой каждой стрелковой роте батальона придаётся по одному взводу тяжелых пулемётов (и соответственно по одному отделению тяж.пулемётов на каждый стрелковый взвод) для использования на самых тяжелых участках и там где это необходимо.
Отделение тяжёлых пулемётов MG 34 состояло из: группы управления и двух расчётов тяж. пулемётов MG 34. Группа управления состояла из: командира отделения (нем. Gruppenführer), дальномерщика (нем. Meßmann) и связиста (нем. Melder).
| Номера, снаряжение и задачи расчёта тяжёлого пулемёта MG 34                                              | Номера, снаряжение и задачи расчёта тяжёлого пулемёта MG 34 | Номера, снаряжение и задачи расчёта тяжёлого пулемёта MG 34 |
| | Снаряжение | Задачи |
| --- | --- | --- |
| Командир тяжелого пулемета (нем. Gewehrführer)                                                           | Прицел пулемёта, Переноска для запасных стволов с плечевой лямкой, 1 Патронный ящик, Пистолет, Бинокль, Карманный компас с подсветкой, Малая пехотная лопатка, Солнцезащитные очки, Карманный фонарик.                                                                                 | Командир пулемета руководит расчетом пулемета и снаряжает его согласно приказам командира отделения. Он отвечает за постоянную боевую готовность оружия и снаряжения. В бою он руководит тяжелым пулеметом, согласно приказам непосредственного командира. Это включает в себя: Обеспечивать прикрытие тяжелого пулемета; выбор огневой позиции; инструктаж стрелков; обустройство и занятие огневой позиции; управление огнем тяжелого пулемета; постоянно вести наблюдение за полем боя, особенно за противником и своими подразделениями; поддерживать связь с непосредственным командиром; обеспечивает подготовку к смене позиции; пополнение боезапаса. |
| Стрелок № 1 (Наводчик) (нем. Richtschütze)                                                               | МГ-34 с сошками и плечевым ремнём, Пистолет, ЗИП мод. 34 для пулемёта с содержимым (нем. Werkzeugtasche 34), Складная киркомотыга, Солнцезащитные очки. | Заместитель командира пулемета; ведет стрельбу из тяжелого пулемета и устраняет появляющиеся неполадки. |
| Стрелок № 2                                                                                              | Станок для пулемёта мод. 34 (нем. M.G.Lafette 34), Пистолет, Складная киркомотыга. | Помощник наводчика пулемёта. На огневой позиции он поддерживает командира расчета, при подготовке к открытию огня, подает патроны и помогает при устранении неполадок. |
| Стрелок № 3                                                                                              | 2 патронных ящика, Переноска для запасных стволов с плечевой лямкой, Вьюк для патронных ящиков, Винтовка, Малая пехотная лопатка. | Подносчик боеприпасов. При необходимости ведет наблюдение за полем боя (противник и свои подразделения) или действует вместе со стрелком № 4. |
| Стрелок № 4                                                                                              | 2 патронных ящика, Переноска для запасных стволов с плечевой лямкой, Вьюк для патронных ящиков, Подсумок с крышкой патронной коробки для крепления сдвоенного барабанного магазина, Винтовка, Малая пехотная лопатка.                                                                  | Подносчик боеприпасов. Отвечает за поддержание связи между командиром отделения и непосредственным командиром, подчиняется тяжелому пулемету. |
| Стрелок № 5                                                                                              | 1 Патронный ящик, Переноска для барабанных магазинов с двумя барабанными магазинами мод. 34 *), Переходник со стойкой для установки на станок для стрельбы из пулемета по воздушным целям (нем. Lafettenaufsatzstück 34), Вьюк для патронных ящиков, Винтовка, Малая пехотная лопатка. | см. стрелок 3. |
| *) Берутся с собой по команде. Если команды не было, то стрелок вместо неё берет с собой патронный ящик. | | |

## Послевоенное применение
После окончания войны этот пулемет в различных модификациях и под разные калибры (.308, 7,5, .30-06 и др.) производился/переделывался для собственных нужд и на экспорт Францией (Manuhrin), Швейцарией (SIG), Чехословакией (CZ), Италией (Beretta, Fiocchi, Fabarm), США (Colt’s Manufacturing Company и Remington Arms), Норвегией и Австрией (Steyr).
MG 34 после Второй мировой войны ещё долгое время (вплоть до середины — конца 1970-х годов) официально состоял на вооружении армий Египта, Турции, Австрии, Италии, Греции, Франции, Испании, Португалии, Аргентины, Ирана, Пакистана, Чехословакии, Норвегии, Швейцарии, Израиля, Сирии, Китая, Вьетнама, США и Югославии. В ГДР состоял на вооружении Народной полиции. В СССР регулярно производилось ТОиР трофейного оружия, в том числе и пулемётов, находящегося на складах, укомплектовывался его боекомплект. После распада СССР многие из боеспособных образцов впоследствии де-факто были ограниченно приняты на вооружение армиями постсоветских государств (Украина, Азербайджан, также ЧРИ, Приднестровье и др.), будучи впоследствии примененными в постсоветских локальных вооруженных конфликтах.

## Галерея

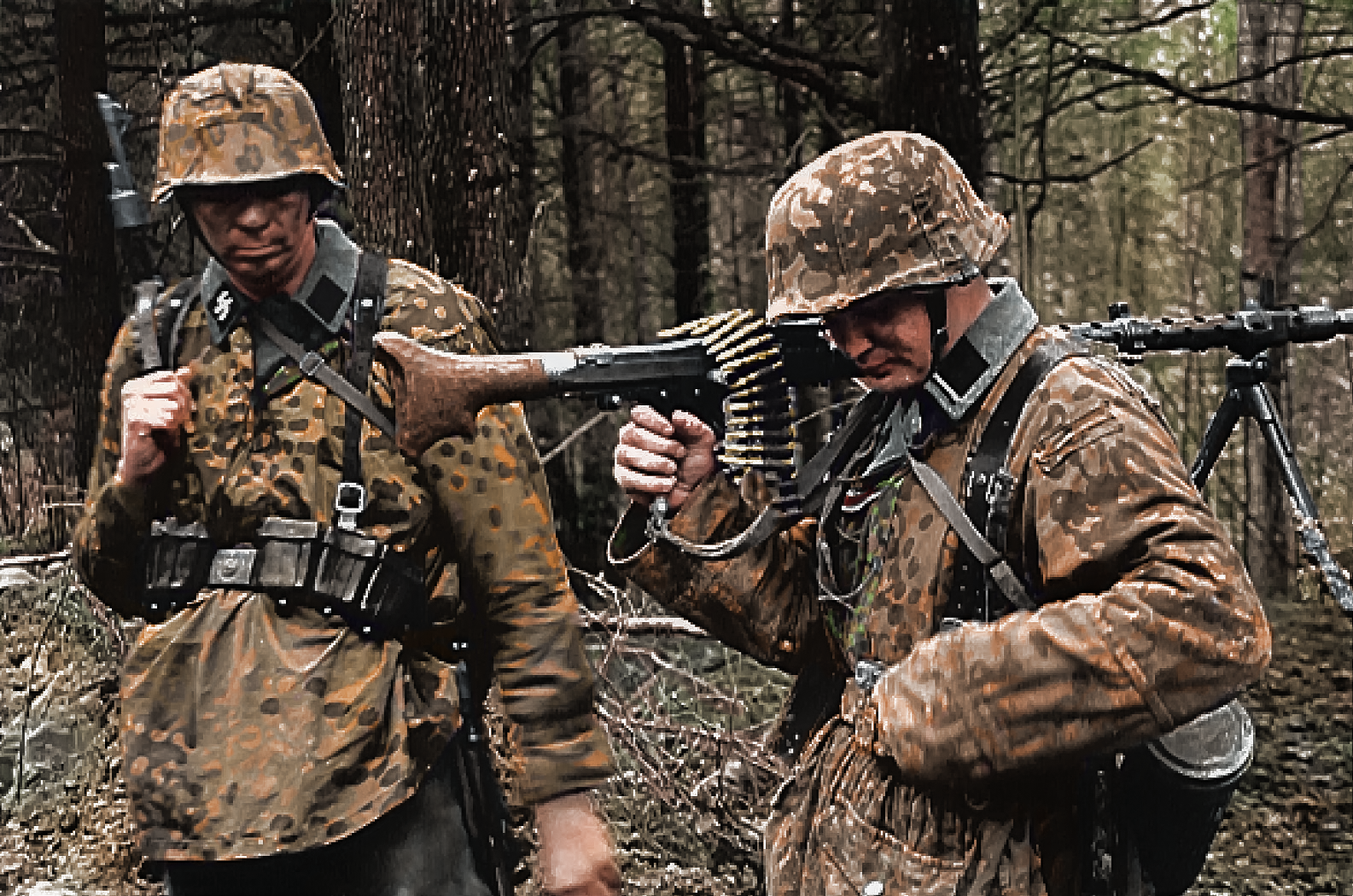
Пулемётный расчёт Ваффен СС, Восточный фронт 1941
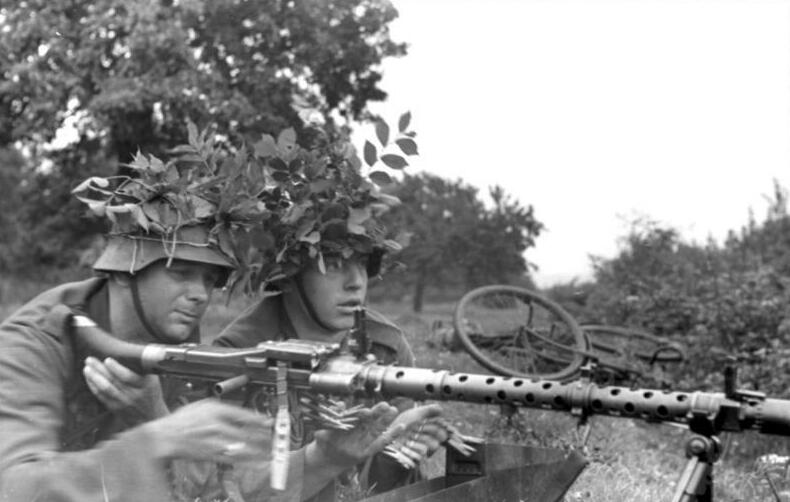
Немецкий пулемётный расчёт, Франция, 1944
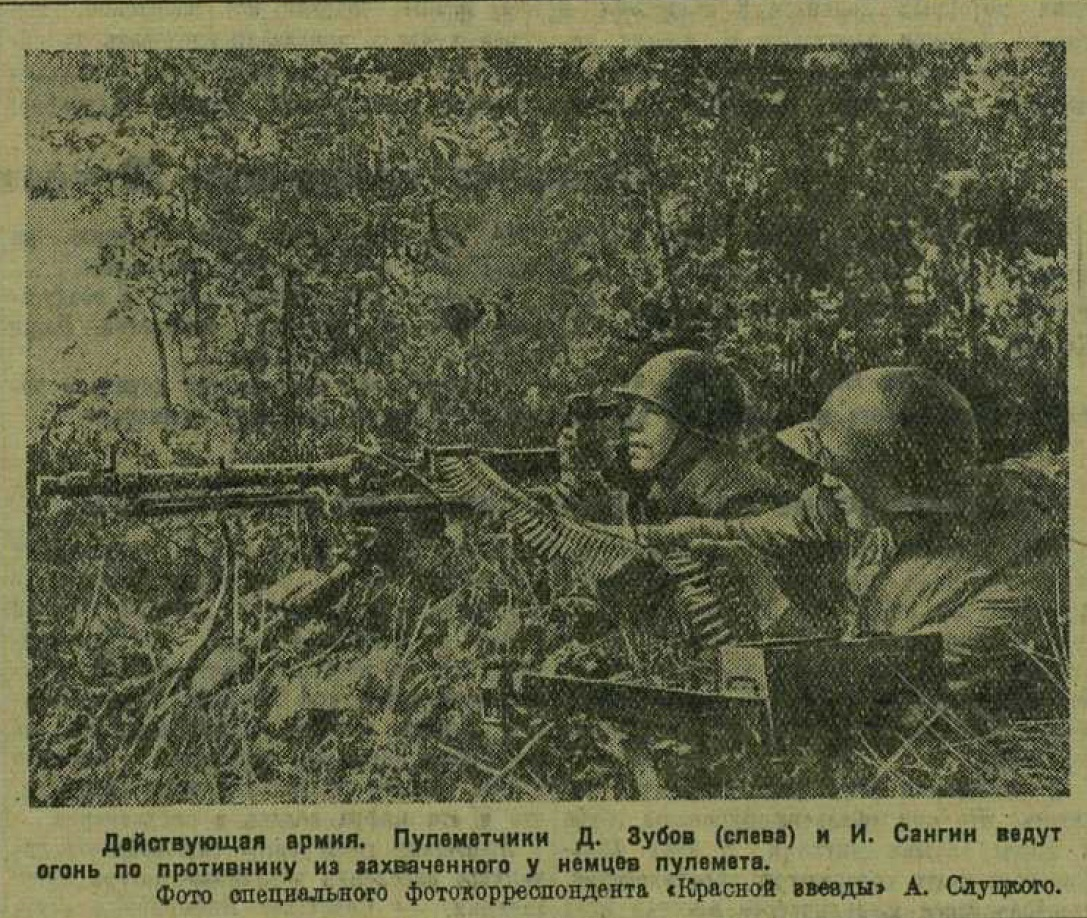
Пулемётчики И. Сангин и Д. Зубов, ведут огонь по противнику из трофейного пулемёта. 21 сентября 1941